# Herkules: Zrození legendy
Herkules: Zrození legendy (v anglickém originále The Legend of Hercules) je americký akční fantasy film z roku 2014. Režie se ujal Renny Harlin a scénáře Sean Hood a Daniel Giat. Hlavní role hrají Kellan Lutz, Gaia Weiss, Scott Adkins, Roxanne McKee a Liam Garrigan. Je jedním z dvou filmů o Herkulesovi, který Hollywoodská studia v roce 2014 vydala. Film byl do kin oficiálně uveden 10. ledna 2014. V České republice měl premiéru 23. ledna 2014.

## Obsazení
| Kellan Lutz       | Herkules         |
| Gaia Weiss        | Hébé             |
| Scott Adkins      | král Amfitryón   |
| Roxanne McKee     | královna Alkména |
| Liam Garrigan     | Ifiklés          |
| Liam McIntyre     | Sotiris          |
| Rade Šerbedžija   | Cheirón          |
| Johnathon Schaech | Tarak            |
| Luke Newberry     | Agamemnón        |
| Jukka Hilden      | Kreón            |
| Kenneth Cranham   | Lucius           |
| Mariah Gale       | Kakia            |
| Sarai Givaty      | Saphirra         |
| Richard Reid      | lukostřelec      |
| Spencer Wilding   | Humbaba          |
| Bashar Rahal      | velitel          |

## Přijetí
Film vydělal přes 8,8 milionů za první víkend a docílil třetí nejvyšší návštěvnosti, umístil se za filmy Na život a na smrt a Ledové království.K 30. listopadu 2016 film vydělal 18,8 milionů dolarů v Severní Americe a 42 milionů dolarů v ostatních oblastech, celkově tak vydělal 61,3 milionů dolarů. Rozpočet filmu však činil 70 milionů dolarů.
Na recenzní stránce Rotten Tomatoes získal z 71 započtených recenzí 3 procenta s průměrným ratingem 2,3 bodů z deseti. Na serveru Metacritic snímek získal z 19 recenzí 22 bodů ze sta. Na Česko-Slovenské filmové databázi snímek získal 35%.

## Ocenění
Film byl nominován na šest cen Zlaté maliny a to v kategoriích nejhorší film, nejhorší prequel, nejhorší herec (Kellan Lutz), nejhorší herečka (Gaia Weiss), nejhorší režisér (Renny Harlin) a nejhorší dvojice na plátně (Kellan Lutz a jeho svaly). Nakonec nezískali ani jednu z cen. Kellan Lutz byl za roli také nominován na cenu Teen Choice Award v kategorii nejlepší herec v akčním filmu a na cenu Young Hollywood Awards v kategorii nejlepší superhrdina.